# Tipula fraterna
Tipula fraterna är en tvåvingeart som beskrevs av Friedrich Hermann Loew 1864. Tipula fraterna ingår i släktet Tipula och familjen storharkrankar. Inga underarter finns listade i Catalogue of Life.